# Asplenium northlandicum
Asplenium northlandicum là một loài dương xỉ trong họ Aspleniaceae. Loài này được Ogle mô tả khoa học đầu tiên năm 1988.
Danh pháp khoa học của loài này chưa được làm sáng tỏ. 